# 魏震五
魏震五（1914年—1980年1月5日），又名魏健，吉林省辽源县人，中华人民共和国政治人物、中国共产党党员。妻子为习仲勋第二任夫人齐心的姐姐齐云，是现任中共中央总书记习近平的姨夫。
早年担任东北行政委员会民政委员会副主任等。中华人民共和国成立后，担任东北人民政府农业部副部长，后升任国家农业部副部长。